# Холодная, Мария Петровна
Мария Петровна Холодная (24 сентября 1903, Киев — 1989, Москва) — советский скульптор, мастер декоративно-прикладного искусства; член Союза художников СССР.

## Биография
Родилась 24 сентября 1903 года в Киеве в семье ученого, художника и общественного деятеля П. И. Холодного (1876—1930) и Марии Петровны Ивановой (1878—1959).
В 1922 поступила в Киевский художественный институт, занималась в мастерской М. Л. Бойчука, затем — Е. Я. Сагайдачного. Одновременно с учёбой работала в художественно-производственной мастерской в Межигорье.
В 1928 году окончила институт и переехала в Москву, где работала в керамической мастерской при Государственном музее фарфора. 
В 1934—1957 годах (с перерывом в 1941—1948 годах) работала на Фаянсовом заводе им. М. И. Калинина в Конакове. Также работала на скульптурной фабрике № 1 в Потымихе и на Гжельском керамическом заводе.
Мария Холодная была постоянным участником отечественных и зарубежных выставок (в Париже, Брюсселе, Вене, Хельсинки). 
В 1953 году в МОСХе была организована персональная выставка Холодной совместно с С. В. Ильинской. Её работы находятся в Государственном Русском музее, Государственной Третьяковской галерее, Музее керамики в Кускове; а также в частных коллекциях в России и за рубежом.
Жила в Москве в доме художников на улице Верхняя Масловка, 7; позже — на Петровско-Разумовской аллее, 2. 
Умерла в 1989 году[уточнить] в Москве. Похоронена на Хованском кладбище..

## Семья
Муж — украинский художник, скульптор, педагог Евгений Сагайдачный (1923); у них родился сын Петр, погибший на фронте в 1940-х.
Муж — скульптор И. Г. Фрих-Хар, у них родились близнецы — Галина и Дмитрий.